# Mejbel Fartous
Mejbel Fartous   (Iraq, 6 de juliol de 1950) és un exfutbolista iraquià de la dècada de 1970 i posteriorment entrenador.
A nivell de club, fou jugador de Al-Quwa Al-Jawiya FC Bagdad. Fou internacional amb la selecció de futbol de l'Iraq.